# Mesolouri
Mesolouri (in greco Μεσολούρι?) è una ex comunità della Grecia nella periferia della Macedonia occidentale di 139 abitanti secondo i dati del censimento 2001.
È stata soppressa a seguito della riforma amministrativa, detta Programma Callicrate, in vigore dal gennaio 2011 ed è ora compresa nel comune di Grevena.